# 의심의 해석학
의심의 학파(School of suspicion)는 폴 리쾨르가 자신의 책 <프로이드와 철학> (Freud and Philosophy, 1965)에서 만든 구이다. 이 학파의 세 거장은 칼 마르크스 (Karl Marx), 지그문트 프로이트 (Sigmund Freud ), 프리드리히 니체 (Friedrich Nietzsche)로서 그들의 작품에서 만연한 일반정신을 이해하기 위하여 이름을 붙친것이다. 이학파는 이차문학속에서 의심의 해석학(hermeneutics of suspicion)이라고 별명화되었는데 설명된 표현을 입증하는 이해와 설명사이에서 균형된 인식과 자각으로 정의된다.

## 유형
루델린 조셀슨은 리쾨르가 두 가지 형태의 해석학을 구별한다고 한다. 하나는 텍스트에 의미를 복원하려는 믿음의 해석학이며 다른 하나는 위장된 의미를 해독하려는 의심의 해석학이라고 한다.

## 같이 보기
- 산스크리트 전투
- 프랑크푸르트 학파
- 미셸 푸코
- 위르겐 하버마스
- 셀던 폴록